# マルクス主義地理学
マルクス主義地理学（マルクスしゅぎちりがく、英語: Marxist geography）とは、マルクス主義の唯物史観に基づいた地理学のアプローチである。英語圏では1960年代以降に研究が始まったが、日本やドイツ、フランスでは1930年代から嚆矢となる研究が進んでいた。デヴィッド・ハーヴェイが代表的なマルクス主義地理学者である。

## 学史
第二次世界大戦以前からドイツ、フランス、日本ではマルクス主義の影響を受けた地理学者が経済地理学研究に影響を及ぼしていたが、英語圏の地理学研究においてはマルクス主義が等閑視されてきた。しかし、1960年代にマルクス主義の波が社会科学全般に押し寄せ、多くの地理学者がマルクス主義へと転向した。この時期は、計量革命以降の「新しい地理学」への批判が高まっており、アメリカではラディカル地理学が勃興した。デヴィッド・ハーヴェイは1969年に発表した『地理学基礎論―地理学における説明』以降ラディカル地理学の潮流に乗り、1973年の『都市と社会的不平等』でマルクスの再読を試みると、1982年の『空間編成の空間理論』で綿密な理論を打ち出した。ハーヴェイを契機として、マルクス主義を指向する研究がアメリカ・カナダを中心に増加し、1974年には社会主義地理学者連合が成立するなど、1970年代のラディカル地理学の潮流ではマルクス主義地理学が趨勢を占めており、N・スミスなどがハーヴェイに続いた。なお、ラディカル地理学とマルクス主義地理学を同一とみなす見解もあるが、ラディカル地理学は無政府主義をはじめとして幅広い考え方から展開されるため、妥当ではない。
1990年代になるとマルクス主義地理学に代わってポストモダニズムやポスト構造主義が流行することとなった。
「新しい地理学」への批判として生まれたラディカル地理学の潮流の中で勃興したアメリカのマルクス主義地理学と比較して、イギリス、フランス、日本では異なる傾向を示した。

### イギリス
イギリスでは社会福祉政策が充実しており、マルクス主義に対する目新しさがなく、地理学を哲学的に深化させるという指向性で研究が行われた。イギリスのマルクス主義地理学者の多くは『アンティポード』誌（"Antipode"（英語）、1969年創刊）を中心とした北米の雑誌で論考を発表しており、マルクス主義地理学はイギリス地理学界において大きな潮流とはならなかった。
イギリスにおけるマルクス主義地理学の展開としてはレーニンの影響を受けたナイジェル・スリフトによる地誌学研究が嚆矢であり、次いでマッシーによる工業立地論批判、デヴィッド・ハーヴェイによる都市環境の研究へとつながる。なお、1970年代のイギリスでは工業地域の再編が起きており、地理学をはじめ社会科学で大きく注目されていた。

### フランス
フランスでは、ラディカル地理学の潮流以前から地理学でもマルクス主義の研究が存在していたため、イヴ・ラコストが「真のマルクス主義地理学はまだ存在していない」と言ったように、1976年にマルクス主義地理学を目指した『エロドーテ』誌（"Hérodote"）（フランス語）が創刊されても大きな動きとはならなかった。なお、マルクス主義的な問題意識を持つ都市研究自体は存在した。竹内啓一はフランスでは人類学がマルクス主義で大きな成果を残していたが、物質的なものに関心を注いで社会構造への関心を持たなかったフランスの地理学会がマルクス主義経済人類学の成果を無視していると指摘している。

### 日本
日本においては戦前から川西正鑑、小原敬士を中心としてマルクス主義に影響を受けた地理学者が存在し、思想統制があったために主にソ連の文献を翻訳する形で進められた。1954年に結成された経済地理学会を中心として、地誌学や立地論と共存しながらマルクス主義に依拠した経済地理学の研究が進められた。ラディカル地理学の一環として研究が進められたアメリカとは成り立ちを異にするが、日本における研究もマルクス主義地理学のひとつとして捉えられている。冷戦の終結とソ連、東欧に代表される社会主義の崩壊を受けて経済学においてはマルクス主義から転向する学者が多かったが、地理学においては、地理学の持つ唯物論的性格からあまり転向者を出さなかった。日本のマルクス主義地理学は欧米と比較して長期にわたって経済地理学の中心として扱われており、1970年代には地域構造論が登場、1990年代以降は立地論が批判的に導入された。

### ソ連
ソ連ではマルクス主義地理学が標榜されていたが、社会主義的な経済計画に貢献するのみであり理論的な実証研究は行われなかった。

## 学説
マルクス主義地理学は、資本主義の矛盾が景観に現れる過程や相互関係などを研究する。社会過程を無視して空間パターンに焦点を当てる学界の傾向を批判して展開された。洗練された実証主義地理学が科学的な手法を取っているのにもかかわらず、現実の社会問題にあまり目を向けてこなかったことを批判し、理論・実践の両面から社会的有効性を問い直すことを迫った。